# Шип Пантелій Семенович
Пантелі́й Семе́нович Шип (нар. 1918 — пом. 1944) — радянський військовик часів Другої світової війни, автоматник роти автоматників 384-го окремого батальйону морської піхоти (Одеська військово-морська база Чорноморського флоту), молодший сержант. Учасник миколаївського десанту під командуванням К. Ольшанського. Герой Радянського Союзу (1945).

## Життєпис
Народився у 1918 році в селі Симинівка Вовчанського району Харківської області, в селянській родині. Українець. Здобув неповну середню освіту. Працював трактористом у місцевому колгоспі «Червона армія».
У лавах РСЧФ з 1940 року. У навчальному загоні Чорноморського флоту отримав військову спеціальність погрібного. Проходив службу на 714-й батареї Новоросійської військово-морської бази Чорноморського флоту.
Учасник німецько-радянської війни з червня 1941 року. Брав участь в обороні Новоросійська, згодом у складі 384-го окремого батальйону морської піхоти діяв на туапсинській ділянці фронту, брав участь у чотирьох десантних операціях (Таганрог, Маріуполь, Осипенко, Миколаїв). Двічі був поранений.
Особливо відзначився під час десантної операції в місті Миколаєві. В ніч з 25 на 26 березня 1944 року в складі десантного загону під командуванням старшого лейтенанта Костянтина Ольшанського на рибальських човнах переправився через Бузький лиман і висадився в Миколаївському порту з метою порушити бойове управління супротивника, перерізати комунікації і завдати удару по ворожій обороні з тилу, тим самим сприяючи наступу Червоної армії. Зайнявши оборону в районі портового елеватора, протягом двох діб десантники вели нерівний бій з переважаючими силами супротивника, відбивши 18 атак і знищивши понад 700 німецьких солдатів і офіцерів.
Загинув 27 березня 1944 року під час бою. Похований у братській могилі в центрі міста Миколаєва.

## Нагороди
Указом Президії Верховної Ради СРСР від 20 квітня 1945 року за зразкове виконання бойових завдань командування на фронті боротьби з німецько-фашистськими загарбниками та виявлені при цьому відвагу і героїзм, молодшому сержантові Шипу Пантелею Семеновичу присвоєне звання Героя Радянського Союзу (посмертно).